# Just Tonight
«Just Tonight» — третий сингл американской альтернативной рок-группы The Pretty Reckless из их дебютного альбома Light Me Up.

## Список композиций
UK digital EP
| №  | Название                             | Длительность |
| -- | ------------------------------------ | ------------ |
| 1. | «Just Tonight»                       | 2:47         |
| 2. | «Just Tonight» (Акустическая версия) | 3:04         |
| 3. | «Just Tonight» (Видеоклип)           | 3:03         |

## Видеоклип
Режиссёром видеоклипа «Just Tonight» стал Мейерт Авис, продюсером — Джереми Альтер и оператором — Чарльз Пэйперт. Все трое уже работали с группой над клипами «Make Me Wanna Die» и «Miss Nothing». Видеоклип был снят в Бронксе, Нью-Йорк.

## Позиции в чартах
| Чарт (2010—2011)                     | Высшая позиция |
| ------------------------------------ | -------------- |
| UK Singles (OCC)                     | 163            |
| Великобритания (OCC UK Rock & Metal) | 9              |
| US Rock Digital Songs (Billboard)    | 25             |

## Отзывы критиков
Digital Spy поставил синглу 4 балла из 5, отметив гитарную аранжировку и вокал. BBC Radio 1 также оценила «Just Tonight» на 4 из 5, дала положительную оценку вокальному исполнению Тейлор Момсен и охарактеризовала песню как «вдумчивую и ранимую…, идущую напрямую от сердца к сердцу». Рецензент сайта Unreality Shout поставил 4.5 балла, написав, что песня «просто прекрасна — её хуки, эмоции, текст, заставляющий задуматься, и на вершине всего этого — потрясающий припев, несущий в себе подростковый страх». The Guardian был более критичен в своём отзыве и сравнил звучание «Just Tonight» с тем, как «если бы Evanescence записывали саундтрек к эмоциональной сцене сериала „Анатомия страсти“».